# NFL Draft
NFL draften er en årlig begivenhed, hvor de 32 NFL-hold skal vælge nogle unge college spillere, der har valgt at prøve deres talent af i NFL. Man kan kun stille op til draften en gang. Det vil sige, at hvis man eksempelvis ikke bliver valgt af noget NFL-hold, har man ikke mulighed for at stille op næste år til den nye draft. I så fald bliver man nødt til at skrive kontrakt med et hold uden, at man er blevet draftet af noget hold.

## Sådan vælges de nye spillere
Hvert hold har som udgangspunkt mulighed for at vælge syv spillere. Alle holde skiftes til at vælge en spiller af gangen. Det dårligste hold fra det forgangne år vælger først, hvorefter det næst dårligste hold derefter vælger osv. Der kan byttes med både spillere og draft picks, så derfor er det muligt, at et hold har flere draft picks end syv, og et andet hold har mindre end syv. Den sidste spiller der bliver valgt i draften går under navnet Mr. Irrelevant. I første runde er der 10 minutter mellem valg af spiller mens der er kortere tid i de efterfølgende runder